# Den yttersta domen (Bosch)
Den yttersta domen, ibland omnämnd som Domedagen, är en triptyk målad mellan 1504 och 1508 av den nederländska målaren Hieronymus Bosch. Triptyken finns utställd på Akademie der bildenden Künste i Wien. 
Det finns ytterligare två versioner av samma motiv, den ena attribuerad också till Bosch och den andra till okänd konstnär som verkat i Hieronymus Boschs efterföljd. Den förra är utställd på Groeningemuseum i Brygge och den andra på Alte Pinakothek i München (se bildgalleri).

## Utformning
På utsidan av flyglarna är helgonen Sankt Jakob och Sankt Bavo avbildade i grisaille-teknik (typ av gråskala) på pannå, medan insidan är målad med olja på pannå. Flyglarna mäter 167,7 × 60 cm var och mittendelen mäter 164 × 127 cm. 
Den vänstra panelen föreställer Edens trädgård, i den övre delen sitter Gud i Paradiset medan onda änglar drivs bort därifrån och förvandlas till insekter. I den nedre delen skapar Gud Eva utifrån Adam och lite högre upp kan man se Eva som frestas av Ormen, och paret drivs till slut av änglar in i en mörk skog  som symboliserar svärtan och mänsklighetens synder.
På den centrala delen omges Gud i himlen av helgon som dömer själarna. Därunder råder en kaotisk värld, förtärd av elden, där demoner griper tag i själar. Olika scener illustrerar de sju dödssynderna. 
Den högra panelen föreställer Helvetet där de fördömda själarna har skickats.
Triptyken påvisar flera likheter med Hövagntriptyken (cirka 1500, Pradomuseet, Madrid).

## Proveniens
Den äldsta omnämnande av triptyken finns i ett inventarium från 1659 över ärkehertigen Leopold Wilhelm av Österrikes samling, som målad av "Hieronimo Bosz". I slutet av 1700-talet förvärvades verket av greve Lambert-Spritzenstein, som sedan donerade sin samling 1822 till Wiens konstakademie.
En kopia av triptyken, attribuerad till Lucas Cranach den yngre, finns på Gemäldegalerie i Berlin.

## Bildgalleri

### Insidan av triptyken
| Panneau de gauche | Panneau central | Panneau de droite |

### Stängd triptyk
| Jacques de Zébédée, left outer wing | Saint Bavon, right outer wing |

### Andra versioner

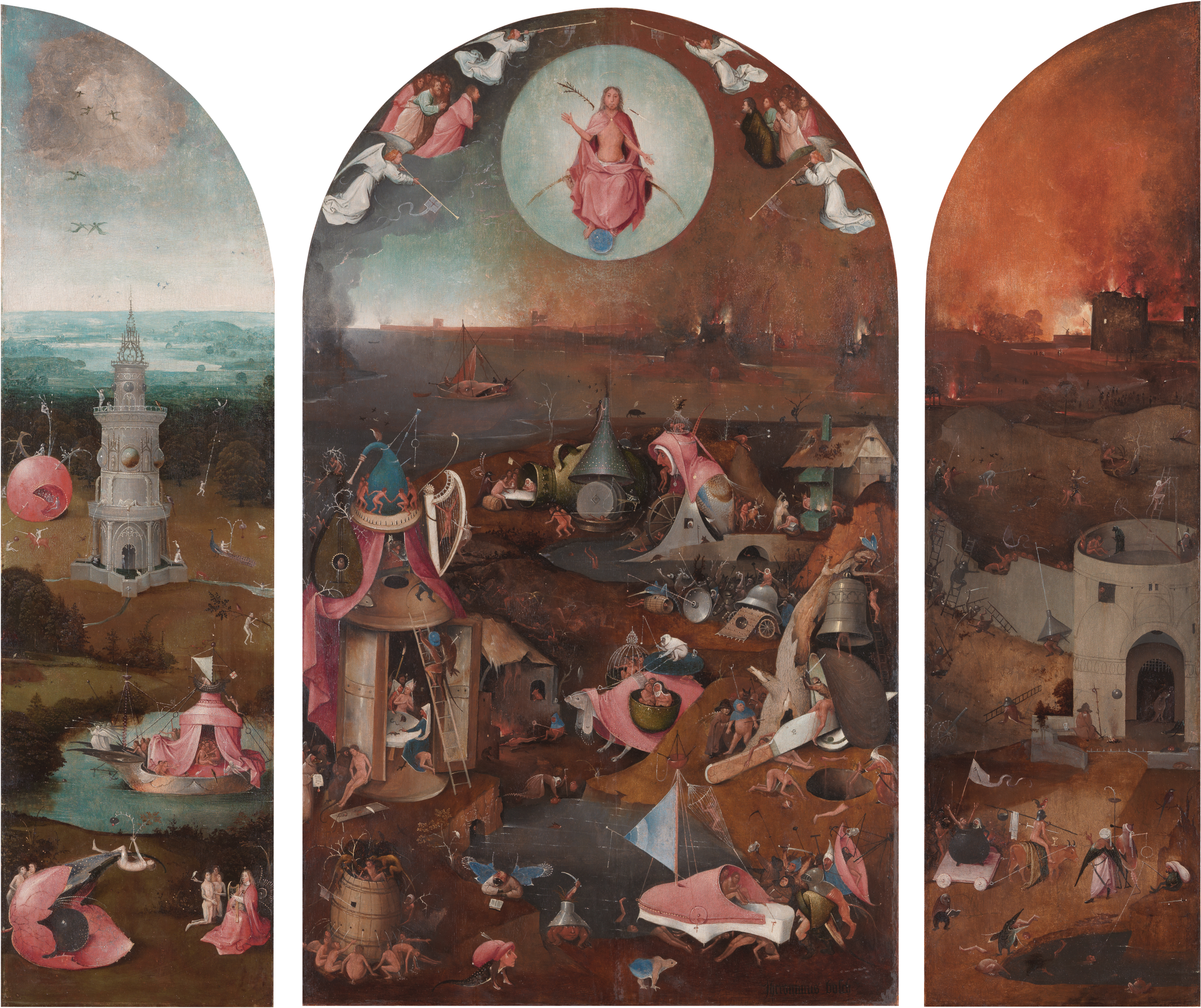
Versionen på Groeningemuseum i Brygge attribueras Hieronymus Bosch. Den dateras till omkring 1500. Storlek: 99,5 x 60,3 cm (corpus), 99,5 x 29 cm (sidpanel). Den vänstra panelen skildrar himlen och högra panelen helvetet.
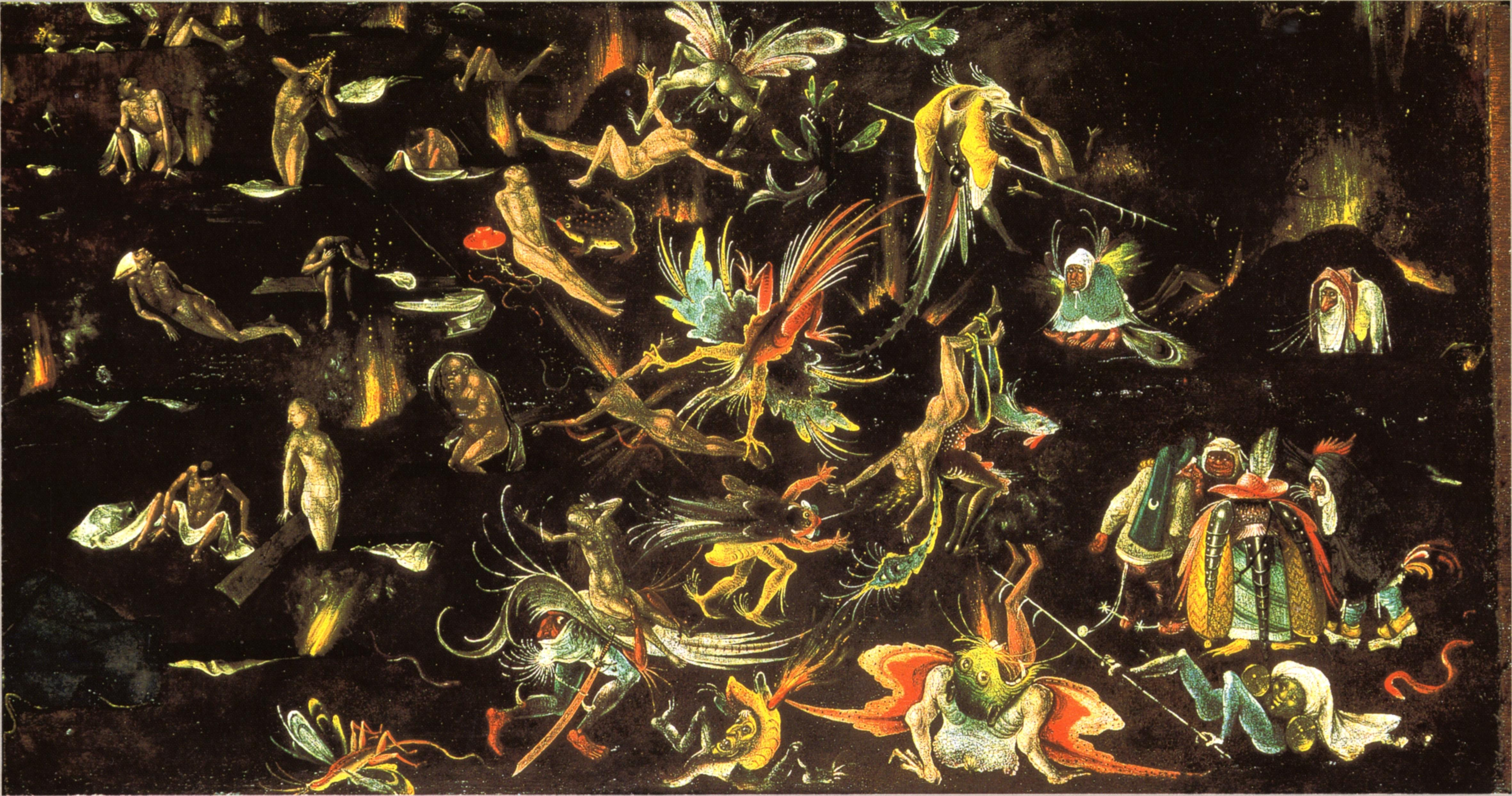
Versionen på Alte Pinakothek i München attribueras "Hieronymus Boschs efterföljare". Den dateras till omkring 1515–1520. Endast fragment återstår av ursprunglig komposition (59,5 x 112,9 cm).